# SUC-10 Courlis

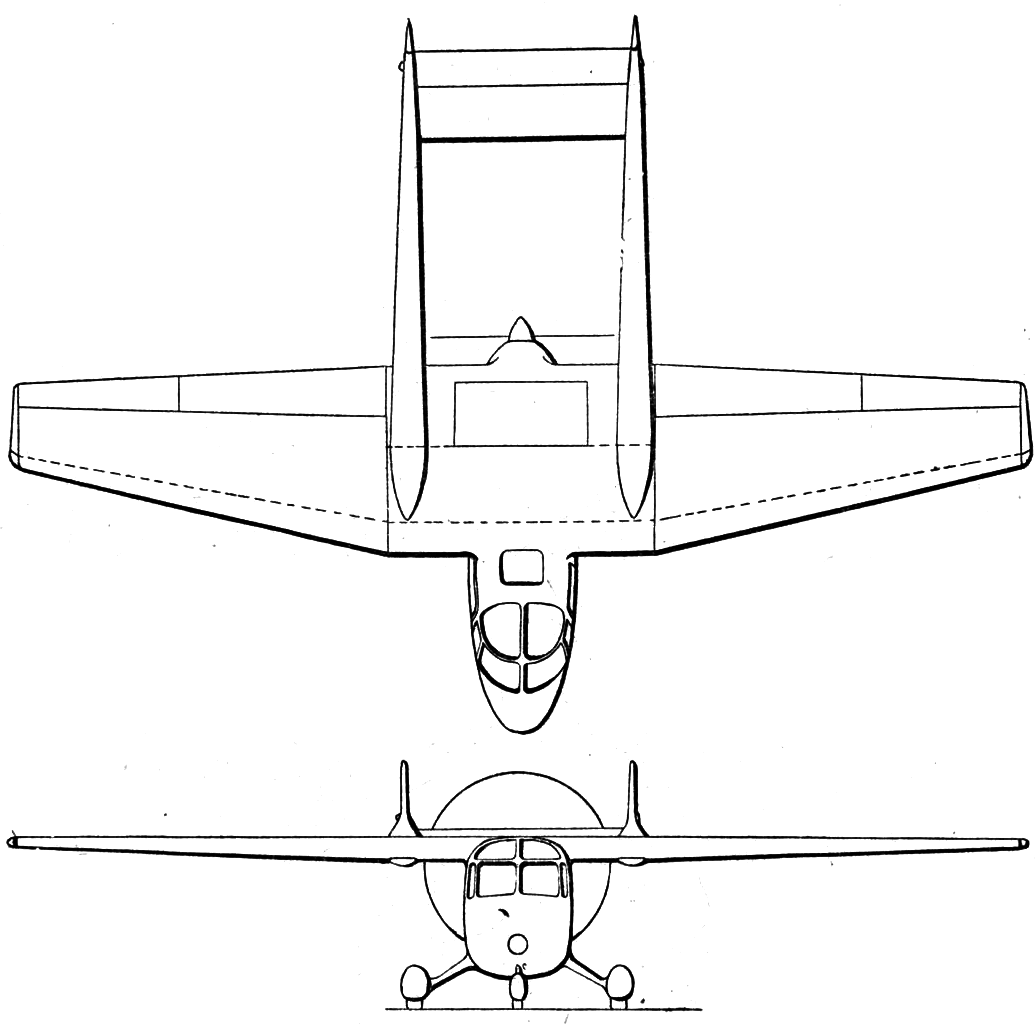
SECAN Courlis 2 vues. L'Aerophile Juin 1946

Le SUC-10 Courlis est un avion de tourisme monoplan à aile haute et hélice propulsive, conçu et construit à Gennevilliers par la Société d'études et de construction aéronavales (SECAN), une filiale de la Société des usines Chausson et l'usine Breguet au Havre. L’avion a une motorisation défaillante et seulement 144 cellules sont construites, certaines dépourvues de moteur, puis mises au rebut.

## Conception
Le Courlis est étudié par Fernand Vinsonneau qui voulait s'inspirer de l'automobile tant dans l'habitabilité que dans les volumes de production. L'appareil est bâti autour d'un vaste habitacle pouvant recevoir quatre à cinq personnes reposant sur un train tricycle fixe. Le moteur Mathis est fixé à l'arrière de l'habitacle et actionne une hélice propulsive. Le poids du moteur à cet endroit permet de positionner l'aile haute très en arrière ce qui dégage la visibilité du pilote. Deux poutres partent de l'aile et vont soutenir la profondeur et les deux dérives.
Le traitement de l’habitacle est plutôt luxueux avec des sièges en cuir et de grands vitrages.
Le moteur Mathis G-8-R issu d'un programme ambitieux mais mal fabriqué ne dépassera jamais la puissance de 185 cv alors que l'avion était calculé pour 220 cv. Cette sous motorisation et un refroidissement insuffisant dans certaine conditions de vol provoquera incidents et accidents et "plombera" la carrière commerciale de l'avion.

## Vols
Le premier vol a lieu en mai 1946. Il y aura 3 prototypes avec des améliorations techniques successives (avancement de 12 cm du train principal pour diminuer le poids sur la roulette de nez, amélioration de l'écoulement de l'air alimentant l'hélice, rehaussement de la profondeur et calage négatif de la profondeur augmenté de 2°). Il aurait aussi fallu diminuer le calage positif de l'aile qui freinait l'accélération de l'avion et favorisait les décollage au "second régime" mais la fabrication en série avait déjà débutée et cette lourde modification ne pouvait plus être appliquée aux avions déjà construits.
Le premier Courlis de série est acheté par les éditions Paul Dupont (à l'instigation de Jacques Nœtinger utilisateur convaincu de l'avion qui fera 750 heures à ses commandes). Il est utilisé par Jacques Noetinger pour ses déplacements entre divers aérodromes et pour faire des photographies d'autres avions en vol grâce à ses grands vitrage qui, de plus, pouvaient être retirés. À l'occasion d'un contrat avec l'Équipe et le Parisien libéré il est utilisé pour livrer chaque jour à l'aube 250 kilos de ces journaux à la ville de départ de l'étape du jour du Tour de France 1947. Cet avion a pour marraine Martine Carol.
Le 6 juillet 1947 Alfred Testot-Ferry pilote d'essai de la firme doit présenter le deuxième appareil de série dans un meeting aérien à Villacoublay. Sur un passage à basse altitude suivi d'une ressource trop poussée il décroche et part en vrille à moins de 100 m d'altitude avant de percuter. L'avion est détruit et le pilote tué.
La SECAN n'ayant plus de pilote d'essai Breguet accepte de détacher André Lenoble pour, à la fois dépanner la SECAN et entrainer son pilote plutôt spécialiste des hydravions. Le 1 septembre 1947 il part pour un premier vol de prise en mains sur un Courlis. Il n'a jamais utilisé de train tricycle. Le Courlis se dirige au sol en utilisant les freins indépendants des deux roues principales alors que la roulette de nez libre sur son axe ne participe pas au guidage. Par contre, au décollage il faut mettre la roulette droite pour enclencher un système de rappel dans l'axe qui guide la course de l'avion avant que les gouvernes aérodynamiques de direction ne deviennent efficace. André Lenoble ne parvient pas à enclencher le système et après un premier décollage avorté avant la sortie de piste part pour un deuxième essai. Il ne parvient pas non plus à verrouiller la roulette dans l'axe mais tente encore le décollage probablement en accélérant progressivement pour diminuer le couple de renversement du moteur et en corrigeant la trajectoire à coups de freins. L'avion accélère lentement sur une trajectoire hésitante et le pilote l'arrache du sol juste avant le bout de piste à une vitesse trop faible. L'avion au second régime ne peut ni accélérer ni monter plus haut que ce que lui permet l'effet de sol. Il percute des arbres et pilote et mécanicien sont tués.
En 1948 Jean-Jacques Servan-Schreiber propose à la SECAN de présenter le Courlis au Brésil. La production en série est déjà lancée et les ventes sont freinées par les accidents et un nouveau débouché n'est pas à négliger. Fernand Vinsonneau devenu président de la SECAN donne donc son accord et un avion est embarqué sur le cargo Sidra en janvier et des démonstrations ont lieu à partir de mars sans déboucher sur des commandes. L'envoi d'un deuxième appareil aux mains d'un autre pilote ne sera pas plus efficace.
D'une manière générale, la fiabilité du moteur n'est pas au rendez-vous et, par exemple, Jacques Noetinger a dû se poser une dizaine de fois "en catastrophe" à la suite d'une panne. L'avion finira interdit de vol à cause de ces problèmes de fiabilité.
En 1960, un monsieur Itam rachète un lot d'environ 80 Courlis immobilisés à la suite de la suppression de l'homologation du moteur Mathis. La cellule N°98 est remotorisée avec un Continental 0-470 de 240cv. Il prend le nom de SUC.11G Super Courlis. L'amélioration ne sera pas assez nette pour justifier d'autres remotorisations. Jacques Noetinger, toujours enthousiaste avec cet avion, trouve lui la transformation convaincante avec un gain très net en accélération au décollage permettant un décollage à la bonne vitesse et une bonne vitesse ascensionnelle. Nonobstant cet avis il n'y aura qu'un seul Courlis remotorisé.

## Variantes
- SUC-10 Courlis. Version originale avec le moteur Mathis, 144 produits.
- SUC-11G Super Courlis. Version remotorisée avec un Continental de 240 cv. Un seul exemplaire produit sur la base du SUC-10 N° 98.